# Calletaera angulata
Calletaera angulata är en fjärilsart som beskrevs av W. Warren 1896. Calletaera angulata ingår i släktet Calletaera och familjen mätare. Inga underarter finns listade i Catalogue of Life.